# جون برات (لاعب كريكت)
جون برات (بالإنجليزية: John Pratt)‏ (4 فبراير 1834 - 6 يونيو 1886) هو لاعب كريكت بريطاني (وحمل سابقاً جنسية المملكة المتحدة لبريطانيا العظمى وأيرلندا).